# Torstanus Olavi
Torstanus Olavi, född 1569 i Gammalkils socken, Östergötlands län, död 1622 i Västerlösa socken, Östergötlands län, var en svensk präst.

## Biografi
Torstanus Olavi föddes 1569 i Gammalkils socken. Han var son till kyrkoherden Olavus Erici i Västerlösa socken. Olavi prästvigdes 1597 och blev 1598 komminister i Västerlösa församling. År 1609 blev han krigspräst och 1616 kyrkoherde i Västerlösa församling. Olavi avled i pesten år 1622 i Västerlösa socken. Han begravdes av rektorn Magnus Haraldi Wallerstadius i Linköping.

### Familj
Olavi gifte sig första gången med en dotter till kyrkoherden Ericus Jonæ i Västerlösa socken. Olavi gifte sig andra gången med Margareta Kylander. Hon var dotter till en kyrkoherde i Gammalkils socken. De fick tillsammans flera barn som dog i pesten 1622.